# Gårdstånga-Holmby distrikt
Gårdstånga-Holmby distrikt är ett distrikt i Eslövs kommun och Skåne län. 
Distriktet ligger söder om Eslöv. 

## Tidigare administrativ tillhörighet
Distriktet inrättades 2016 och utgörs av socknarna Gårdstånga och Holmby i Eslövs kommun
Området motsvarar den omfattning Gårdstånga-Holmby församling hade 1999/2000 och fick 1998 när socknarnas församlingar gick samman.